# Audi Avantissimo
Audi Avantissimo — концепт-кар немецкого производителя автомобилей Audi AG. Автомобиль дебютировал на Франкфуртском автосалоне (IAA) 2001 года, как универсал, предназначенный для люксового класса, а также появился на Североамериканском международном автосалоне 2002 года в Детройте. Audi планировала, что автомобиль будет роскошным и выдающимся, но также очень быстрым. Которая в измененном виде в дальнейшем стала моделью Audi A8 (D2)

## Технические характеристики
Avantissimo имел 4,2-литровый двигатель V8, оснащенный двумя турбокомпрессорами . Этот двигатель развивал около 430 л. с. (316 кВт; 424 л. с.) и 600 фунт-фут (813 Н·м) крутящего момента. Автомобиль имел шестиступенчатую автоматическую коробку передач и постоянный полный привод quattro . Он также отличался электрохромной крышей.
Эта концепция представила большую часть технологий, которые позже стали доступны на серийном A8 D3, включая мультимедийный интерфейс , шестиступенчатую автоматическую коробку передач с подрулевыми переключателями, двигатель V8 с двойным турбонаддувом (аналогичный C5 RS6), самовыравнивающуюся адаптивную пневматическую подвеску с непрерывно регулируемым демпфированием с электронным управлением и регулировкой уровня высоты, электрический стояночный тормоз , биксеноновые фары со статическими фарами адаптивного переднего освещения (AFS) с освещением поворотов, приборную панель с информационно-развлекательной платформой Audi Multi Media Interface  и систему идентификации водителя со сканером отпечатков пальцев, вызвали ажиотаж на IAA.
Модель имела крышу из электрохромного стекла , а сиденья можно было регулировать с помощью электропривода . Заднюю дверь можно было непрерывно открывать на угол до 70 градусов.

## История дизайна
Автомобиль Audi Avantissimo 2001 должен был связывать в единый образ и концепцию такие модели как : Audi TT (8N) 1995,  Audi Al2 1997, Audi Steppenwolf 2000, Audi Rosemeyer 2000 и завершить стиль в единую узнаваемую айдентику. Разработчиком дизайна является Фрэнк Ламберти.

## См.Также
- Audi TT (8N) 1995
- Audi Al2 (1997)
- Audi Steppenwolf (2000)
- Audi Rosemeyer (2000)